# Ministerrat der USSR
Der Ministerrat der USSR (ukrainisch Рада Міністрів УРСР) war zwischen 1946 und 1991 das höchste Exekutiv- und Verwaltungsorgan der Ukrainischen Sozialistischen Sowjetrepublik. Der Ministerrat löste den seit dem Bestehen der Sowjetunion existenten Rat der Volkskommissare der USSR (Ради народних комісарів УРСР) als höchstes Staatsorgan ab und wurde selbst, nach Erlangung der Unabhängigkeit der Ukraine 1991, durch das Ministerkabinett der Ukraine ersetzt.

## Ministerräte der USSR
- 1944–1947 Regierung Chruschtschow
- 1947–1954 Zweite  Regierung Korottschenko
- 1954–1957 Erste Regierung Kaltschenko
- 1957–1961 Zweite Regierung Kaltschenko
- 1961–1963 Erste Regierung Schtscherbyzkyj
- 1963–1965 Regierung Kasanez
- 1965–1972 Zweite Regierung Schtscherbyzkyj
- 1972–1987 Regierung Ljaschko
- 1987–1990 Regierung Massol
- 1990–1991 Regierung Fokin